# Коваль Андрій Анатолійович
Андрі́й Анато́лійович Кова́ль (нар. 6 грудня 1983 року в Білій Церкві) — український футболіст, нападник.